# Czesław Chmielewski (pułkownik kawalerii)
Czesław Chmielewski (ur. 9 kwietnia?/21 kwietnia 1897 w majątku Masłowszczyzna w powiecie oszmiańskim, zm. 1 lipca 1960 w Tomaszowie Mazowieckim) – pułkownik służby stałej kawalerii Wojska Polskiego, kawaler Orderu Virtuti Militari.

## Życiorys
Urodził się w rodzinie Bolesława i Jadwigi z Sidorowiczów. Do 1915 roku uczył się w siedmioklasowym Korpusie Kadetów w Połocku, w tym roku wstąpił do Mikołajewskiej Szkoły Jazdy w Piotrogrodzie. 7 lutego 1916 roku został skierowany do Dywizji Ułanów Legionu Puławskiego, w którym służył do stycznia 1918 roku jako młodszy oficer 2 szwadronu. W pierwszej połowie 1918 roku był dowódcą 6 szwadronu I Korpusu Polskiego w Rosji. Po rozwiązaniu korpusu przyjechał do Warszawy, gdzie w listopadzie 1918 roku wstąpił do Wojska Polskiego. Służył w 4 szwadronie 1 pułku Ułanów Krechowieckich, od grudnia tego roku na froncie wojny polsko-ukraińskiej, a w latach 1919 i 1920 na froncie wojny polsko-bolszewickiej. W kwietniu 1920 roku ukończył kurs Oficerskiej Szkoły Jazdy w Grudziądzu. Po powrocie na front dowodził 4 szwadronem 1 pułku ułanów. Szczególnie zasłużył się w czasie bitwy pod Łaszczowem, gdzie przeprowadził szarżę, rozbijając nieprzyjaciela i biorąc do niewoli jeńców, co zostało odnotowane w meldunku dowództwa 3 Armii (pisownia oryginalna): 

... 6 Brygada Jazdy rozbiła obydwa pułki bolszewickie atakując Łaszczów. Akcję rozstrzygnął 4 szwadron 1 pułku ułanów krechowieckich, którego dowódca, por. Chmielewski samorzutnie zaszarżował na nieprzyjaciela, biorąc 7 k.m. i 100 jeńców, zaścielając pole walki zarąbanymi bolszewikami...

W czasie tej bitwy był ranny. W 1922 roku odznaczony Krzyżem Walecznych jako rotmistrz byłego 1 pułku ułanów I Korpusu Polskiego w Rosji.
Po wojnie pozostał w 1 pułku ułanów, w którym od 1924 roku pełnił funkcję kwatermistrza. W styczniu 1928 roku został przeniesiony do 9 pułku strzelców konnych w Grajewie na stanowisko zastępcy dowódcy pułku. Od kwietnia 1930 roku do kwietnia 1937 roku dowodził 13 pułkiem Ułanów Wileńskich, następnie, do września 1939 roku – 3 pułkiem Ułanów Śląskich w Tarnowskich Górach.
W kampanii wrześniowej 1939 roku dowodził 3 pułkiem ułanów wchodzącym w skład Krakowskiej Brygady Kawalerii Armii „Kraków”. Walczył z Niemcami na szlaku bojowym od Tarnowskich Gór na Lubelszczyznę. Był ciężko ranny w bitwie pod Tomaszowem Lubelskim. Po kolejnej bitwie, 19 września 1939 roku, straciwszy przytomność, pozostał na placu boju. Po odzyskaniu przytomności i po opatrzeniu ran został przewieziony do szpitala w Tomaszowie Lubelskim. Został uznany za inwalidę, w wyniku czego nie dostał się do niewoli.

## Życie prywatne
W 1922 roku ożenił się z Wandą Cieszkowską (1898–1972), z którą mieli dwoje dzieci: Janusza (ur. 1926) i Teresę (ur. 1935), późniejszą Niegolewską.
Po wojnie mieszkał w Tomaszowie Mazowieckim. Został pochowany w rodzinnym grobowcu rodziny Cieszkowskich na cmentarzu parafialnym w Chorzęcinie (grób B01/0057).

## Awanse
- chorąży jazdy – przed lutym 1916 roku
- podporucznik kawalerii – 1916
- porucznik kawalerii – marzec 1917 roku
- rotmistrz służby stałej kawalerii – 1920, zweryfikowany w 1921 roku, ze starszeństwem z dniem 1 lipca 1919 roku
- major służby stałej kawalerii – 17 grudnia 1924 roku ze starszeństwem z dniem 15 sierpnia 1924 roku
- podpułkownik służby stałej kawalerii – 1 stycznia 1930 roku
- pułkownik służby stałej kawalerii – 9 marca 1939 roku[1].

## Ordery i odznaczenia
- Krzyż Złoty Orderu Wojennego Virtuti Militari nr 167 – za kampanię wrześniową
- Krzyż Srebrny Orderu Wojskowego Virtuti Militari nr 3009 – za szarżę pod Łaszczowem (1921)[7]
- Krzyż Niepodległości (25 stycznia 1933)[8]
- Krzyżem Walecznych (czterokrotnie)[1]
- Złoty Krzyż Zasługi (10 listopada 1928)[9]
- Medal Pamiątkowy za Wojnę 1918–1921[10]
- Medal Dziesięciolecia Odzyskanej Niepodległości[10]
- Odznaka za Rany i Kontuzje[11]
- Odznaka Legionu Puławskiego[10]
- Odznaka 1 Pułku Ułanów Krechowieckich[10]
- Państwowa Odznaka Sportowa[10]
- Medal Zwycięstwa (Médaille Interalliée)[11]

## Upamiętnienie
19 czerwca 2021 roku z inicjatywy Ochotniczego Szwadronu 3 Pułku Ułanów Śląskich na budynku przy ulicy Sienkiewicza 1 w Tarnowskich Górach (gdzie od roku 1937 mieszkała rodzina płk. Chmielewskiego) odsłonięto tablicę pamiątkową poświęconą dowódcy 3PUŚ płk. Czesławowi Chmielewskiemu.